# Pontons
Pontons es un municipio y localidad española de la provincia de Barcelona, en Cataluña. Perteneciente a la comarca del Alto Panadés, según datos del padrón municipal de 2019 del INE su población era de 532 habitantes.

## Geografía
El municipio situado en la parte noroccidental de la comarca del Alto Panadés, limita con los municipios barceloneses de Torrellas de Foix y La Llacuna, y con los municipios tarraconenses de Querol, Aiguamurcia y Montmell.

## Historia

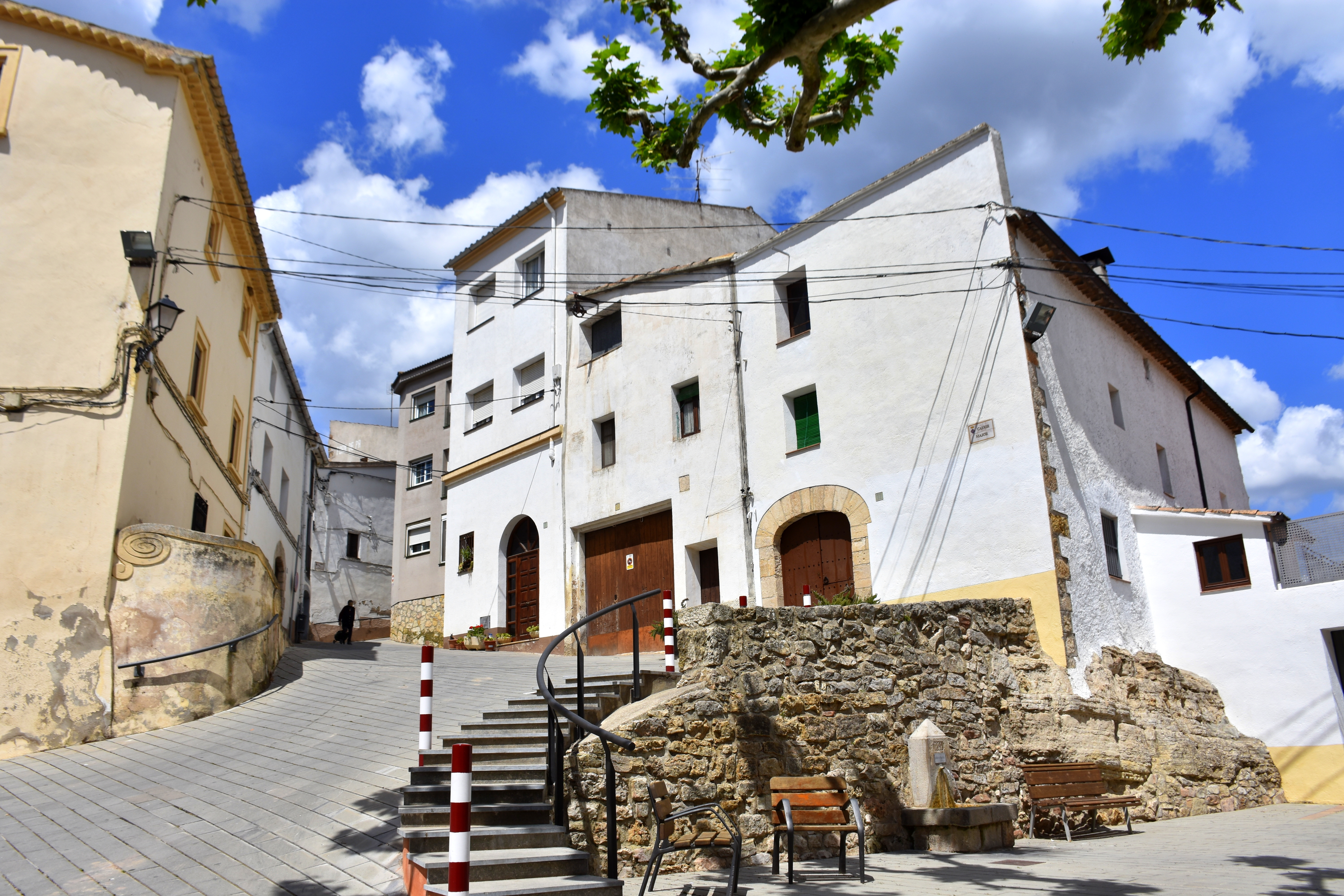
Calle de Pontons en el

Aparece citado por primera vez en documentos de 966. En 1066, los condes de Barcelona Ramón Berenguer I y su esposa Almodis adquirieron el lugar, nombrando como señor del castillo a Guillermo Bernardo de Ódena. En 1138 Guillermo de Ódena donó parte de las tierras a los hospitalarios con el fin de que le ayudaran en la repoblación de las tierras. 
En 1271 el castillo y las tierras fueron comprados por el abad Jenaro del monasterio de Santes Creus, venta que quedó confirmada por Pedro el Ceremonioso en 1363. El cenobio mantuvo el dominio de las tierras hasta el fin de los señoríos.

## Demografía
Pontons cuenta con una población de 518 habitantes (INE 2024).
| Gráfica de evolución demográfica de Pontons entre 1842 y 2021                                                         |
| |
| Población de derecho según los censos de población del INE. Población de hecho según los censos de población del INE. |

## Administración y política
Los resultados de las elecciones municipales celebradas en mayo de 2023 fueron:
| Elecciones Municipales - Pontons (2023) |       |          |            |
| Partido político                        | Votos | %Válidos | Concejales |
| Partido Popular de Cataluña (PPC)       | 172   | 71,07 %  | 5          |
| Junts per Catalunya (JxCat)             | 63    | 26,03 %  | 2          |

| Periodo   | Nombre                                                                         | Partido       |
| --------- | ------------------------------------------------------------------------------ | ------------- |
| 1979-1983 | Llorenç Vallés Segura                                                          | CiU           |
| 1983-1987 | Llorenç Vallés Segura                                                          | Independiente |
| 1987-1991 | Llorenç Vallés Segura                                                          | Independiente |
| 1991-1995 | Francesc Segura Serra                                                          | CiU           |
| 1995-1999 | Francesc Segura Serra                                                          | CiU           |
| 1999-2003 | Lluis Ferran Caldentey i Querol                                                | PP            |
| 2003-2007 | Lluis Ferran Caldentey i Querol                                                | PP            |
| 2007-2011 | Lluis Ferran Caldentey i Querol                                                | PP            |
| 2011-2015 | Lluis Ferran Caldentey i Querol                                                | PP            |
| 2015-2019 | Lluis Ferran Caldentey i Querol (2015-2018) Josep Tutusaus Besante (2018-2019) | PP            |
| 2019-2023 | Josep Tutusaus Besante                                                         | PP            |
| 2023-act. | Josep Tutusaus Besante                                                         | PP            |

Estos resultados permitieron a Josep Tutusaus i Besante conservar la alcaldía, que ostenta el Partido Popular desde 1999. Desde 2015 hasta el 12 de mayo de 2020, también fue el único municipio catalán gobernado por el PPC.

## Cultura

### Monumentos y lugares de interés

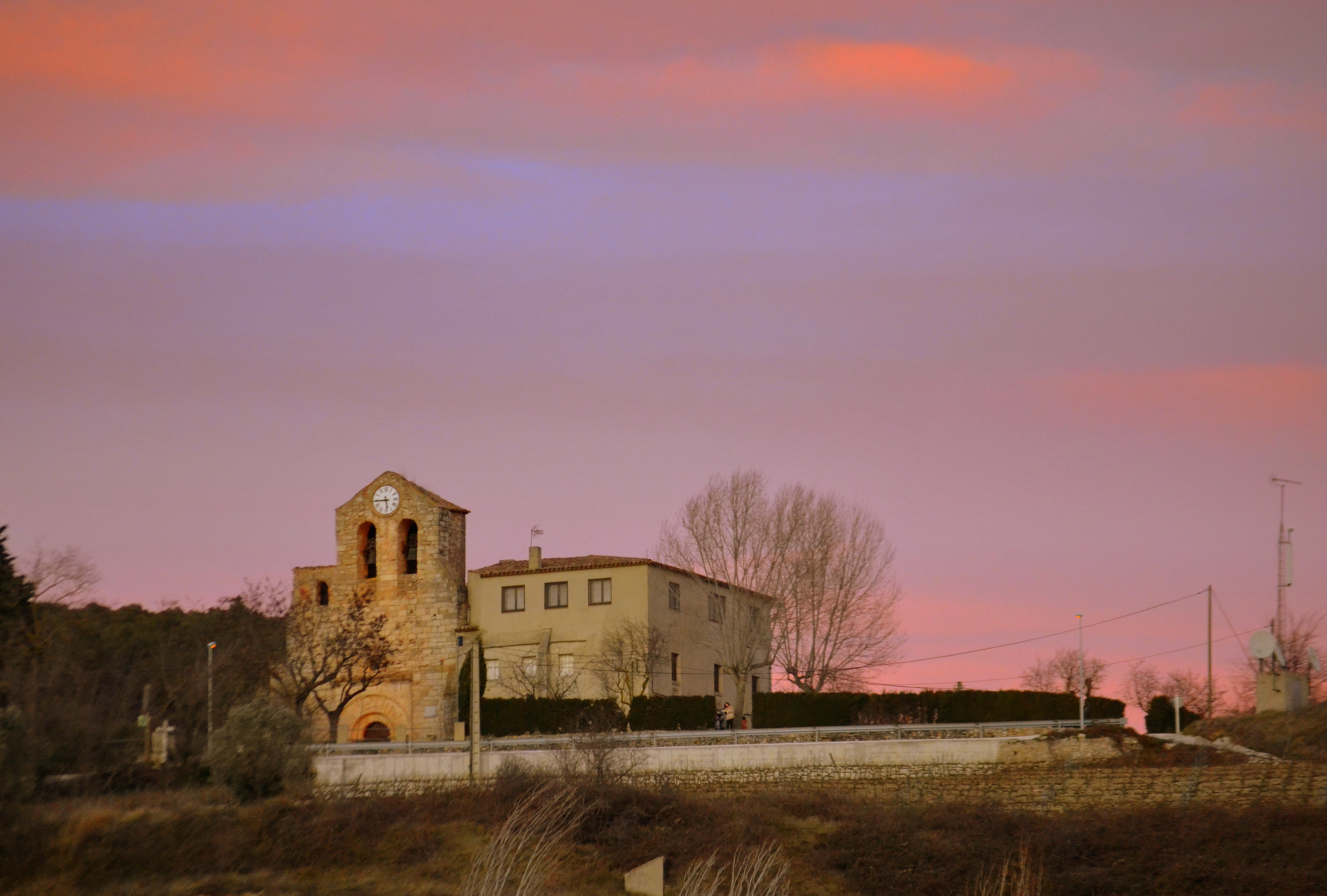
Iglesia de Santa Magdalena

La iglesia de Santa Magdalena de Pontons es un edificio de origen románico. Fue reconstruido en el siglo XIII aunque conserva una de sus fachadas originales. El antiguo castillo de Pontons quedó integrado en una masía en el siglo XVII. La capilla de San Miguel pasó a ejercer las funciones de cuadra.
La capilla de San Juan de la Montaña era el templo del castillo nuevo, construido en el siglo XI. Es románica, de nave única y con cubierta de bóveda. Tiene un ábside en semicírculo, decorado en su exterior por bandas y arquerías de estilo lombardo.

### Fiestas
Pontons celebra su fiesta mayor en el mes de julio, festividad de Santa Magdalena. En enero tienen lugar las fiestas de San Sebastián.

## Economía

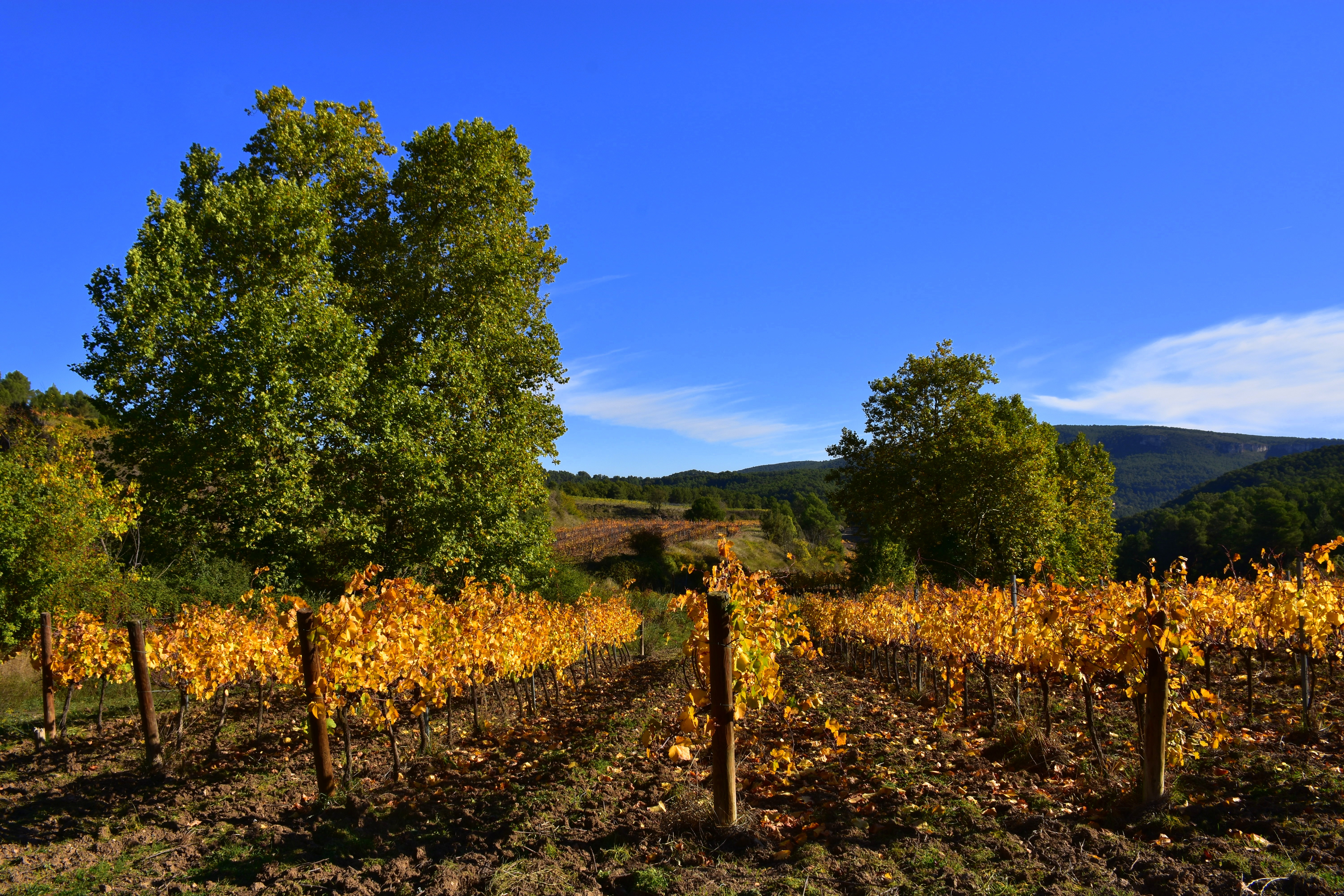
Viñedos

La principal actividad económica del municipio es la agricultura de secano. Destacan los cultivos de viña y cereales. Dada su proximidad con Villafranca del Panadés gran parte de la población trabaja en la industria de esta villa.